# Ворона (река)
Ворона (на руски: Ворона) е река в Пензенска, Тамбовска и Воронежка област на Русия, десен приток на Хопьор (ляв приток на Дон). Дължина 454 km. Площ на водосборния басейн 13 200 km².
Река Ворона води началото си от Керемско-Чембарското възвишение (част от обширното Приволжко възвишение), на 242 m н.в., на 5 km западно от село Титово, в западната част на Пензенска област. По цялото си протежение тече предимно в южна посока, като силно меандрира и е типична равнинна река с висок десен и нисък и терасиран ляв бряг. Влива се отдясно в река Хопьор (ляв приток на Дон), при нейния 403 km, на 87 m н.в., на 2 km западно от град Борисоглебск във Воронежка област. Основни притоци: леви – Чембар (110 km), Сюверня (58 km), Нюдевка (40 km), Калаис (33 km), Иноковка (23 km), Шибряйка (38 km), Исап (27 km); десни – Печелма (24 km), Поим (50 km), Шумика (27 km), Ира (66 km), Вяжля (70 km), Карай (86 km), Мокрая Панда (69 km), Ржакса (62 km), Подгорная (26 km), Болшая Алабушка (61 km), Малая Алабушка (25 km). Има смесено подхранване с преобладаване на снежното с ясно изразено пролетно пълноводие през април и май. В басейнът ѝ има над 600 малки езера. Среден годишен отток при град Борисоглебск 41,5 m³/s. Замръзва в началото на декември, а се размразява в началото на април. По бреговете на реката са разположени множество населени места, в т.ч. град Уварово и селищата от градски тип Инжавино и Мучкапски в Тамбовска област, град Борисоглебск във Воронежка област.